# 藤原伊織 (演芸作家)
藤原 伊織（ふじわら いおり、1971年 - ）は、日本の映画監督・脚本家・演出家・演芸作家。

## 人物
京都府京都市出身。株式会社東映太秦映像制作部にて勤務などを経て、演出家・脚本家として独立。桂文福、チャンバラトリオらの落語、漫才台本を書く。大阪ショートシナリオ大賞受賞。他に舞台演劇等の台本、オリジナルビデオの脚本も書いている。
The Osaka 48 Hour Film Project 2012にて、主宰するCaptainmovieの作品「Holiday(監督・脚本 藤原伊織)」がBest Film、Best Directing、Best Writingを受賞。
チャイニーズシアター(アメリカ・ハリウッド)にて上映される。

## 作品

### 映画
- Holiday（2012年）- 脚本・監督／「Osaka 48HFP2012」Best Film（優勝）・「第9回TSS Short Movie Festival」佳作
- しおり（2014年）- 監督／「第18回小津安二郎記念蓼科高原映画祭・短編映画コンクール」グランプリ・「SHORT SHORTS FILM FESTIVAL & ASIA 2015 ミュージックShort部門」 UULAアワード受賞